# Фернандо Магелан
Фернандо Магелан (пролеће 1480 — 27. април 1521; порт. Fernão de Magalhães, шп. Fernando de Magallanes) је био португалски истраживач који је пловио под португалском и шпанском заставом. Он је први отпловио из Европе у Азију идући на запад, први Европљанин који је прешао Тихи океан и први који је водио експедицију са циљем да оплови земаљску куглу. Мада је Магелан трагично изгубио живот на Филипинима, пре повратка у Европу, осамнаест чланова његове посаде се вратило у Шпанију 1522. опловивши Земљу. Ступио је у службу Шпаније и повео експедицију од 5 бродова да би открио нови поморски пут за Молучка острва („Острва зачина“); 1519/1520. испитао је југоисточне обале Јужне Америке, открио 1520, мореуз (касније назван Магеланов) и њим прошао у Велики океан, кога је назвао Тихи океан (Пацифик), јер у њему није доживео буре као у Атлантском океану. Доспео 1521. године на Филипинска острва, где је убијен, а експедиција наставила пут око света, који је трајао до 1522. У Шпанију се вратио само брод „Викторија“ са 18 људи, под заповедништвом Себастијана Елкана. Овим првим путовањем око света очигледно је доказано да Земља има лоптаст облик.
Магеланов пингвин је именован по њему, пошто је он био први Европљанин да га запази. Магеланова вештина навигације је исто тако призната именовањем објеката асоцираним са звездама, укључујући Магеланске облаке, који су данас познати као две суседне патуљасте галаксије; близначких месечевих кратера Магелан и Магелан А; и једног кратера на Марсу.

## Индија
Након путовања Васка де Гаме у Индију и отварања тамошњих трговачких путева за Португалију у Лисабону се доноси одлука да то није довољно него да треба створити трговачко царство у којем нико други неће имати право на трговину зачинима. У складу са тиме 25. марта 1505. година португалска ратна флота од 22 брода је кренула на то путовање. На једном од тих бродова се налази Фернандо Магелан који у својој 25. години креће на своју прву прекоморску авантуру.
Први део путовања око Африке и покоравање тамошњих владара је прошло без већег отпора (највећа „битка“ је била у Танзанији) што се неће поновити у Индији. Тамошњи локални владари су готово одмах након доласка Васка де Гаме добили за савезнике Египат, Венецију и Дубровачку републику који су се уплашили од губитка монопола на трговину с Индијом. Захваљујући тој помоћи раније пријатељски расположени владар подручја Диу у Индији се осетио довољно јаким да се не поклони Португалцима што доводи до битке код Дија. У њој захваљујући својој храбрости у борби Фернандо Магелан бива први пут запажен. Током следећих борби током овог португалског освајачког похода ће такође бити примећен што му доноси унапређења. Током 1510. године то ће му напокон донети награду и титулу капетана брода. Када свој брод следеће године усмерава противно наређењима на исток бива смењен и послат натраг у Португалију.

## Мароко
Од краља по повратку у домовину без обзира на такав нечасни отпуст он добија пензију коју сматра мизерном за живот па креће с португалском војском у ратни поход на Мароко 1513. године. Тамо током битке код Азамора бива теже рањен у борби прса у прса. Ово његове треће рањавање није неважно као претходна два током ратова у Индији пошто ће од њега до краја живота шепати. Када током овог похода као инвалид бива оптужен за трговину с непријатељем не чека пресуду него дезертира и бежи у Лисабон код краља да се одбрани од оптужби. Противно његовим очекивањима да ће бити лепо дочекан од краља, овај га присиљава на повратак у Мароко и суочавање с оптужбама. Како су оне касније одбачене Магелан напокон добија часни отпуст из војске и враћа се у Лисабон. Тамо га поновно дочекује краљ 1515. године који изражава сумњу да ће овај капетан добити икада више на заповедање брод своје државе. Додатни проблем за Магелана је што поновно не добија пензију коју заслужује него неку „мизерију“. Сада захваљујући својим познанствима која му дају безброј могућности, почиње размишљати о издаји домовине. Први корак у том смеру постаје набављање информација из тајног португалског поморског архива. Знајући веома добро да ће му требати додатна помоћ ради уверавања краља Шпаније Карла V да му дају флоту на управљање, контактира свог пријатеља и поморског астронома Фалеиру. Заједно с њим план за пролаз кроз државну администрацију је спреман и 20. октобра 1517. године напушта своју домовину у коју више никада неће ступити.

## План пловидбе
За разлику од других непознатих авантуриста који сваког месеца долазе на шпански двор, Магелан је већ потврђени капетан који захваљујући такође познатом Фалеири нема проблема да оствари своје замисли. Када на састанку предлаже да се у Индију стигне путујући на запад верују му чак и они који су се некада противили Колумбу. Током излагања својег предлога Магелан случајно или намерно лаже обећавајући да богата острва пред Индијом спадају у шпанску интересну сферу по оном како је папа поделио свет. Та свесна или несвесна лаж резултује испуњавањем свих његових жеља за овај подухват прве пловидбе око света. Стварни проблем је било само путовање пошто је у прорачунима Магелан направио драстичну погрешку. По његовом размишљању пролаз у Тихи океан су већ открили Португалци и он се налази код 40 паралеле. Та грешка ће створити током путовања велике проблеме овом истраживачу.

## Тражење пролаза
Највећи шок Магелан ће ипак доживети кратко време прије замишљеног почетка експедиције када долази краљева наредба да у његовој флоти која има велики број Португалаца не сме остати више од њих шест. Након те наредбе капетани бродова његове флоте постају Шпанци што ће већ током првог дела путовања створити велике проблеме. После ове велике смене посаде Магеланова експедиција 20. септембра 1519. године напокон напушта територије континенталне Шпаније. Током ове прве рунде путовања његова флота ће стати на Канарским острвима за последње снабдевање након чега креће према Бразилу, 13. децембра 1519. Ова флота која се састоји од бродова Сан Антонио (највећи), Тринидад (адмиралски), Консепсион, Викторија и Сантјаго (најмањи, намењен истраживању плитких вода) долази у залив данашњег града Рија где се снабдева тргујући с домороцима. Након тога цела флота креће уз обалу Америке према 40 паралели где се наводно налази чувени пролаз. Тај постављени циљ је био достигнут 10. јануара 1520. године када се пред Магеланом отвара пролаз у који шаље неколико бродова да га провере. Вест која му стиже неколико дана потом од њих је катастрофална. Ово није био пролаз у Тихи океан него ушће неке велике реке (Рио де ла Плата). Ова вест на Магелана делује убитачно. Деморалисан, он сада не зна шта да ради тако да иако флота напушта ушће ове реке 2. фебруара 1520. године настављајући свој пут према југу уз обалу, његови капетани знају стварно стање. На крају готово фатална одлука постаје оснивање града Сан Ђулиана у данашњој јужној Аргентини 2. априла 1520. године. Пет дана потом 3 од 5 бродова његове флоте су се побунила и само захваљујући својој готово сулудој храбрости он успева у ноћном нападу да поврати један од њих и тако сломи буну (пошто је бројчана надмоћ сада у његову корист). Од побуњеника био је убијен само капетан брода освојеног у ноћном нападу док су друга двојица коловођа препуштени својој судбини на непознатој обали. Сада у поновно смиреној ситуацији Магелан доноси одлуку да презими у новооснованом граду и шаље само бродић Сантјаго у даља истраживања. Његов бродолом и преживљавање посаде 22. маја 1520. ће додатно уверити Магелана у потребу чекања тако да ће Сан Ђулиано напустити тек 24. августа 1520. године. Мање од 2 месеца потом, тачније 21. октобра 1520, Магелан успева да нађе улаз у пролаз који од тада носи његово име. У почетку он још увек не зна да је успео у свом подухвату па дели бродове у две групације ради бржег истраживања. Током ове поделе брод Сан Антонио ће 8. новембра 1520 дезертирати и вратити се у Шпанију. Без обзира на то остатак флоте коју чине сада три брода улази у океан коме ће дати име Тихи 28. новембра 1520. године.

## Тихи океан
По изласку из канала Магелан усмерава своје бродове на северозапад. Током овог путовања које ће трајати до 6. марта 1521. године посада ће појести све јестиво на броду пре него што дође до првог насељеног острва (у Маријанском архипелагу). То насељено острво Магелан је назвао Острвом лопова пошто су током првог дана када измучени Шпанци нису могли реаговати локални становници покрали с бродова све што се могло. Опорављена посада бродова је већ следећег дана извршила освету када је напала и опљачкала локално становништво ради снабдевања нужно потребним намирницама. Настављајући свој пут, Магелан долази до маленог острва на подручју Филипина где његов преводилац с Малајског (којега има с првог путовања у Азију) напокон сусреће људе који разумеју његов језик. Тим догађајем тај „неважни“ преводилац имена Енрике постаје први човек који је опловио свет. Напредујући тако међу острвима од малених до све већих и политички важнијих Магелан стиже на острво Цебу које се налази у средишту Филипина. Тамошњи локални раџа, након упозорења муслиманског трговца на опасност коју представљају Португалци (он их је помешао са Португалцима), дочекује их раширених руку 7. априла 1521. године. Схватајући технолошку надмоћ својих посетилаца, раџа Хумабон чини све да створи савез с њима тако да и прелази на хришћанство. Те слободне руке пружене посетиоцима који су до тада гладовали и нису видели жену дуже од годину дана ствара убрзо незадовољство међу локалним становништвом што резултује побуном локалног поглавице имена Лапу-Лапу острва Мактан против Хумабона. Како би доказао корист од шпанског пријатељства, Магелан се понудио да са својим људима угуши буну што је било прихваћено. У бици код Мактана 27. априла 1521. године Магелан гине с још два или три човека. Иако је такав резултат битке био катастрофа, оно што је уследило постаје још горе. Уместо да се Шпанци поновно искрцају и нападну поглавицу како би повратили част своје земље, они почињу преговоре о повратку тела палог капетана. Резултат тога постаје одбијање домородаца да га предају и разочарење раџе Хумабона у своје нове савезнике, након чега ће их се и он одрећи.

## Наставак експедиције
По тестаменту Магеланов преводилац и роб Енрике је требало да буде ослобођен након његове смрти. Како капетани одбијају да изврше ту посљедњу жељу свог заповедника, он се окреће раџи Хумабону с којим ствара план за напад на Шпанце. То ће се и догодити 1. маја 1521. године када у „издајничком“ нападу бива убијено 30 чланова посаде заједно с главним заповедницима. Немајући довољно људи за управљање с 3 брода, посада се одлучује на потапање Консепсиона следећег дана. Од тада па све до новембра ови бродови без својих пилота ће се изгубити међу индонезијским острвима без знања како да наставе свој пут. Најбољи доказ овог лутања је чак 6 месеци потребних да би се стигло од острва Цебу до богатих Малушких острва између Нове Гвинеје и Сулавесија. Тамо они налазе пријатељски настројеног султана од Тидора с којим почињу обострано корисну трговину. Током тамошњег боравка је примећено да брод Тринидад пропушта воду у таквој количини да се није могао спасити без великих поправки. Како је једини преостали брод била малена Викторија на којој се нису могли сместити сви морнари, капетан Себастијан Елкано оставља посаду Тринидада да поправи свој брод (и крену потом преко Пацифика до америчких колонија) док ће он с Викторијом и теретом мирођија кренути одмах у Европу. На том дугом путовању он је веома добро знао да не сме нигде поновно да пристане због хране или воде пошто би Португалци одмах запленили брод због чега га он тада пуни храном и водом. Последња база за снабдевање на овоме дугом путовању постаје острво Тимор 13. фебруара 1522. године након чега је пред њима било само море. Већ током маја ове године када брод Викторија пролази рт Добре наде на њему се једе само пиринач пошто ништа друго није преостало. Током остатка пута посада је полагано почела да умире од скорбута и глади тако да, када се брод приближио Зеленортским острвима у власништву Португалије, Дел Кано доноси одлуку да се тамо морају снабдети храном и водом или ће сви умрети пре повратка кући. Да би тако нешто било изводљиво, он скида шпанске ознаке брода и ставља португалске како би одглумио њихов брод који је доживео несрећу. Ова превара изведена 9. јула 1522. у потпуности успева тако да је брод добио нужно, а истовремено искрцао 13 тешко болесних чланова посаде. Пре него што је превара откривена брод је кренуо према Шпанији где стиже 6. септембра 1522. године завршавајући тако Магеланов сан о пловидби око свијета.

## Магеланово управљање
Данас се готово у свим књигама наводи како је 265 људи кренуло на путовање, а вратило их се само 18. Иако је то потпуна истина она истовремено подразумева да су сви остали током овог тешког путовања преминули што не одговара стварним догађајима. Као што смо видели, 13 људи је остало на Зеленортским острвима (били су заробљени), 51 њих је остало с бродом Тринидад и било заробљено такође од Португалаца. Ако узмемо да се највећи брод с целокупном посадом побунио и вратио кући можемо додати још 80 особа које су преживеле. Свеукупно под Магелановим руководством ова експедиција је имала минималне губитке који су се након његове смрти почели нагло гомилати што више него ишта друго показује његове способности.
У контакту с домороцима он је ипак био готово идентичан другим шпанским освајачима. На подручју Бразила где му је било забрањено чинити злочине он одржава строгу дисциплину међу људима при контакту с домороцима. Та контрола брзо нестаје у другим деловима свијета где његова „руља“ узима све што жели без његовог одлучног супротстављања. На подручју сиромашне Патагоније он чак издаје наређење да се зароби неколико локалних становника да би били одведени у Шпанију. Још горе сцене настају на Острву лопова где посада пљачка и пали куће. Тај начин рада га је на крају стајао главе на острву Мактан. Тамошње локално становништво је било уплашено од Шпанаца тако су бежали од сукоба с њим. Тек када је Магелан донео наређење да им се спале куће долази до битке у којој ће погинути.

## Личне жртве
Пре поласка на путовање Магелан добија наследну титулу вицекраља за све земље које ће открити. Ту титулу на крају нико неће носити. Његова малена деца су умрла пре њега, заједно са шураком који је био на путовању с њим. С друге стране сви они који су га били издали бивају награђени. Посада брода Сан Антонио који је дезертирао добија од краља част откривача Магелановог пролаза. Сам Елкано који довршава његово отпловљавање света и због тога бива слављен је био један од помилованих побуњеника од априла 1520. године.

## У популарној култури
Магелан се појављује као један од протагониста у шпанским серијама Конквистадори: Авантура из 2017 и Без граница из 2022. године.